# Hydrogendifluorid draselný
Hydrogendifluorid draselný je iontová sůl, jejíž vzorec je KHF2, obsahující stejný počet draselných kationtů K+ a hydrogendifluoridových aniontů HF -
2 . Tato sůl je používána k uměleckému leptání skla. Existuje také analog s vyšším obsahem vodíku a fluoru KH2F3. Také analogická sodná sůl je používána ke stejnému účelu a také v čisticích prostředcích (poškozuje povrch). Rovněž hydrogendifluorid amonný je k leptání skla používán. Leptání skla je v podstatě rozpouštěním hlavní složky skla oxidu křemičitého hydrogendifluoridovým aniontem (nebo fluorovodíkem) za vzniku těkavého (plynného) fluoridu křemičitého:
SiO2 + 4 KHF2 → SiF4 + 4 KF + 2 H2O